# Suđenje za genocid u Bosni i Hercegovini
Zbog teških zločina tijekom rata u Bosni i Hercegovini, skovan je termin Bosanski genocid. Jedna od prvih međunarodnih organizacija koja ukazuje da se u Bosni i Hercegovini događa genocid nad Bošnjacima je Helsinki Watch koji je o tome govorio u prvom dijelu rata. Međunarodni sud za ratne zločine počinjene na području bivše Jugoslavije (ICTY) i Međunarodni sud pravde potvrdili su da se dogodio genocid tijekom sukoba, ali su ga ograničili samo na područje Srebrenice. Ujedinjeni Narodi u listopadu 1992. godine dobivaju službeni izvještaj koji govori o situaciji u Bosni i Hercegovini:
"Zajedno s vojnim aktivnostima agresor je pokrenuo etničko čišćenje kako bi promijenio demografsku strukturu države i tako ostvario uvjete za njenu podjelu ili drugim riječima govoreći kako bi dao međunarodnoj zajednici takozvane argumente za podjelu države...Agresor je doveo nesrpske stanovnike nekih gradskih područja u takvu situaciju koja bi dovela do njihovog istrebljenja putem ubojstava, psihičkog i fizičkog mučenja i nasilnog preseljenja. Već sada (listopad 1992.) postoje etnički očišćena naselja u kojima žive samo Srbi. Brojni primjeri istovremenog genocida protiv nesrpskog stanovništva uključujući međusobno udaljena naselja bez ikakve sumnje dokazuje da je ova zavjera organizirana unaprijed od ekstremnih lidera Srpske Demokratske Stranke".
Nakon sukoba, pokrenuti su sudovi za procesuiranje tog zločina. Do danas, sveukupno je 14 osoba osuđeno za genocid na području Bosne. ICTY je donio četiri presude, sud u BiH devet a njemački sudovi jednu.

## Međunarodni sud za ratne zločine počinjene na području bivše Jugoslavije
ICTY je osudio četiri osobe za genocid u Srebrenici. 
- Radislav Krstić - general i zapovjednik Drinskog korpusa. 1998. mu se počelo suditi na Međunarodnom sudu u Haagu. Njegova obrana je tvrdila da se u Srebrenici nije dogodio genocid zbog sljedećih opaski: prema njima, ubojstvo 7,500 od 1,4 milijuna Bošnjaka ne predstavlja dokaz o "namjeri za uništenje velikog dijela narodne skupine"; VRS nije ubila žene, djecu i starije osobe nego ih je prebacila u Kladanj, a to nije učinila kako bi smanjila bijes međunarodne zajednice; da je VRS htio uništiti Bošnjake kao narodnu skupinu, ubio bi i Bošnjake iz Žepe, susjedne enklave; VRS je "samo htio ubiti sve potencijalne borce kako bi eliminirao bilo kakvu buduću prijetnju"; otprilike 3,000 članova kolone je propušteno na bošnjački teritorij nakon potpisivanja primirja.[5] Sudsko vijeće je odbacilo te argumente zbog sljedećih činjenica: ranjeni muškarci su pošteđeni "samo zbog prisutnosti UNPROFOR-a a dio kolone koji je uspio stići do bošnjačkog teritorija duguje svoj opstanak jedino činjenici da su VRS-u manjkali vojni resursi da ih uhvate"; bosanski Srbi su "morali znati o katastrofalnom utjecaju na nestanak dvije ili tri generacije muškaraca u opstanku tradicionalno patrijarhalnog društva"; bosanski Srbi su znali da će "kombinacija ubojstva svih vojno sposobnih muškaraca i nasilne deportacije žena, djece i starijih neminovno dovesti do fizičkog nestanka Bošnjaka u Srebrenici"; uništene su bošnjačke kuće i džamija; leševi su "prvo zakopani u masovnoj grobnici a potom iskopani i unakaženi prekopani u skrivenim i udaljenim lokacijama".[5] Zaključak je bio sljedeći:

"Strateška lokacija enklave, smiještena između dva srpska teritorija, objašnjava zašto se snage bosanskih Srba nisu samo ograničile na protjerivanje bošnjačkog stanovništva. Ubijanjem svih vojno sposobnih muškaraca, snage bosanskih Srba su učinkovito uništili zajednicu Bošnjaka u Srebrenici te tako eliminirali vjerojatnost da će se ikada moći ponovno obnoviti na tom području."
2001. Krstić je osuđen za "ubojstvo tisuća bošnjačkih muslimana između 10. i 19. srpnja 1995., bez obzira da li su smaknuća bila sporadična ili planirana u obliku masovnih ubojstava". Proglašen je krivim za genocid, istrebljenje, ubojstvo i progon te osuđen na 46 godina zatvora. Bila je to prva Haaška presuda za genocid za rat u Bosni te dotad najveća zatvorska kazna dodijeljena nekom optuženiku. Krstić je bio prvi Europljanin osuđen za genocid od nekog međunarodnog suda nakon Nürnberškog procesa. Nakon podignute žalbe, kazna mu je 2004. smanjena na 35 godina a presuda je preimenovana u "pomaganje i podržavanje genocida". Prebačen je u Veliku Britaniju na služenje kazne.
- Ljubiša Beara - 2010., ICTY je donio presudu prema kojoj je on "bio najstariji službenik u vojsci te imao najjasniju sliku o masovnom razmjeru i opsegu aktivnosti ubijanja. Od njegove prisutnosti na Bratuncu u noći 13. srpnja, do njegove osobne posjete raznim lokacijama za zatvaranje i pogubljenje te značajnim logističkim izazovima s kojima je bio suočen, Beara je imao vrlo osoban uvid u zapanjujuć broj žrtava koje su određene za smaknuće. Beara je postao, prema mišljenju sudske komore, pogonska sila pothvata ubojstva". Komora se složila da je bio član udruženog zločinačkog pothvata s ciljem umorstva bošnjačkih muškaraca iz Srebrenice, te da je sudjelovao s namjerom progona. Prema presudi, "Bearina je namjera bila uništiti narodnu skupinu ubijanjem svih njenih članova u njegovom dosegu, te je, bez ikakve sumnje, imao genocidnu namjeru". Proglašen je krivim za genocid, istrebljenje, ubojstvo i progon te osuđen na doživotnu kaznu u zatvoru.[12][13][14][15]
- Vujadin Popović - 2010., ICTY je donio presudu prema kojoj je on bio prisutan s Vojskom bosanskih Srba na Potočarima 12. srpnja te je bio svjestan o broju muškaraca među tisućama Bošnjaka koje se okupilo na toj lokaciji tog dana. Sudska komora je neupitno ustanovila da je Popović bio uključen u organizaciju pothvata ubijanja koja se je izvršila u području Zvornika. Prema presudi, sudjelovao je u udruženom zločinačkom pothvatu ubijanja bošnjačkih muškaraca Srebrenice te da je djelovao s namjerom progona. Proglašen je krivim za genocid, istrebljenje, ubojstvo i progon te osuđen na doživotnu kaznu u zatvoru.[16][13][12]
- Drago Nikolić - obavještajni časnik zvorničke brigade. 2010., sudsko vijeće donijelo je presudu prema kojoj je surađivao s Bearom i Popovićem u organiziranju zatvaranja i smaknuća zarobljenika u školi Ročević. Nadalje, prema presudi, Nikolić je "demonstrirao odlučnost u izvršavanju zadataka u ovoj ubojitoj operaciji. Njegov doprinos udruženom zločinačkom pothvatu bio je neumoljiv i odlučan. Sudjelovao je u pothvatu sa namjerom progona, imao je znanje o genocidnoj namjeri drugih te je dao značajan doprinos genocidu." Proglašen je krivim za pomaganje i podržavanje genocida, istrebljenje, ubojstvo i progon te osuđen na zatvorsku kaznu od 35 godina.[16][13][12][17][18]

## Sud BiH
29. srpnja 2008., nakon dvogodišnjeg suđenja, Sud u BiH je osudio sedmero ljudi za genocid u Srebrenici, uključujući smrt 1000 Bošnjaka u jednom danu. Jedino je Miloš Stupar naknadno pravomoćno oslobođen krivnje. 2009. je još jedan, a 2010. još dvoje osuđeno za genocid. Sveukupno, prvostupanjske presude su bile sljedeće:
- Milenko Trifunović[21] – 42 godine[19][20]
- Brano Džinić[21] – 42 godine.[19][20]
- Aleksandar Radovanović[21] – 42 godine.[19][20]
- Slobodan Jakovljević[21] – 40 godina.[19][20]
- Branislav Medan[21] – 40 godina.[19][20]
- Miloš Stupar[21] – 40 godina,[19][20] kasnije pravomoćnom presudom oslobođen krivnje. U drugostupanjskom postupku vijeće je potvrdilo kako su pripadnici Drugog odreda doista počinili zločine u Srebrenici i to 13. srpnja. Utvrđeno je kako su policajci sudjelovali u strijeljanju zarobljenih Bošnjaka koji su bili zatočeni u mjestu Kravici. Prema dostupnim podacima, tamo je ubijeno najmanje tisuću bošnjačkih zarobljenika. Zapovjednik te postrojbe u tom je trenutku, međutim, bio Rade Čuturić, koji je ranjen, a Stupar je zapovjedništvo preuzeo tek 14. srpnja.[22]
- Petar Mitrović[21] – 38 godina.[19][20]

- Milorad Trbić - 16. listopada 2009. prvostupanjskom presudom Sud BiH proglasio je Milorada Trbića krivim za genocid i istrebljenje u Srebrenici počinjene u okviru udruženog zločinačkog poduhvata, te ga osudio na dugotrajni zatvor u trajanju od 30 godina. Sudsko vijeće je zaključilo da je Trbić od 12. do 16. srpnja 1995. godine sam sudjelovao ili pomagao ubojstva muškaraca iz Srebrenice na različitim lokacijama na području općine Zvornik – u Kula-gradu, Vojnoj ekonomiji Branjevo, Domu kulture u Pilici, školama u Orahovcu, Ročeviću, Petkovcima, te je nadgledao ubojstva najmanje 179 osoba na brani kod Petkovca, te da je nadgledao, rukovodio i koordinirao aktivnosti ukopavanja ubijenih u neobilježene masovne grobnice, te ponovnog otkopavanja i premještanja na druge lokacije, "da bi se posmrtni ostaci i identitet žrtava sakrili".[23][24][25][26]
- Radomir Vuković - 2010., prvostupanjskom presudom proglašen krivim po jednoj optužbi za genocid u Srebrenici i osuđen na 31 godinu zatvora.
- Zoran Tomić - 2010., prvostupanjskom presudom proglašen krivim po jednoj optužbi za genocid u Srebrenici i osuđen na 31 godinu zatvora.[27]

## Njemački sudovi
Njemačka je sudila četvorici za genocid u ratu u Bosni i Hercegovini nakon što su uhićeni na njenom teritoriju. Jedna osoba je oslobođena krivnje, jedna je osuđena za genocid dok su ostala dvojica proglašena krivima za druge kriminalne radnje. Ove rijetke presude su bile jedine koje su se odnosile na genocid izvan Srebrenice. 
- Novislav Džajić - uhićen i odveden na suđenje u Münchenu za masakre u Foči. Vrhovni sud međutim nije mogao neupitno utvrditi da je imao namjeru počiniti genocid. Ipak, Džajić je proglašen krivim za 14 slučajeva ubojstva i jedan pokušaj ubojstva te osuđen na pet godina zatvora.[28] Iako oslobođen krivnje od genocida, Bavarska sudska komora je zaključila da se u Foči 1992. dogodio genocid.[29]
- Nikola Jorgić - Uhićen i odveden na sud za svoju ulogu u masakru u Doboju. Vrhovni sud Düsseldorfa je u presudi 1997. zaključio da su ti zločini su bili čin genocida.[30][31][32] Dobio je četverostruku doživotnu zatvorsku kaznu.[33] Europski sud za ljudska prava odbio je 2007. njegovu žalbu na presudu.
- Maksim Sokolović - Vrhovni sud Düsseldorfa ga je 1999. osudio na 9 godina zatvora zbog "pomaganja i podržavanja u genocida". Nisu mu mogli dokazati nijedno ubojstvo, ali je zaključeno da je bio vođa četničke paravojske te da je u okolici svojeg rodnog sela Osmanci teško mučio barem pet zarobljenih Bošnjaka.[34][35][36][37]
- Đurađ Kušljić - sudjelovao je u ratu u Bosni i Hercegovini. Nakon toga, otišao je 1993. u Njemačku. Pošto je u potrazi za boljom zaradom mijenjao mnoge poslove, u svibnju 1995. godine zaposlio se kao kuhar u gostionici Elizabete Hones. Tri godine kasnije vjenčao se ovom Njemicom i radio u građevinskoj firmi koju je ona u međuvremenu otvorila.[38] Njegova nekadašnja susjeda iz Kotora Varoša, koja ga je jednog dana vidjela na ulicama Münchena, je potom odmah otrčala u policiju i prijavila ga kao izvršitelja zločina u Kotoru Varošu.[38] Bavarski vrhovni sud 16. prosinca 1999. proglasio je Kušljića krivim za izvršavanje genocida i osudio ga na doživotnu zatvorsku kaznu zbog ubojstva šestero Bošnjaka i naredbe za progon drugog nesrpskog stanovništva dok je bio šef policije u Vrbanjcima (općina Kotor Varoš) 1992.[39][40][41][42][43] Nakon podignute žalbe, presuda je umanjena u "sudjelovanje u genocidu", no njegova kazna ostala je nepromijenjena. Pojedini stručnjaci su izrazili mišljenje da je sud u tom slučaju uzeo razmjerno "širok pogled" radi utvrđivanja kvalifikacija za genocid. Neočekivani obrat dogodio se 2008. godine, kada je njemački sud poništio sve presude i oslobodio Kušljića od bilo kakve odgovornosti. Sam Kušljić je izjavio: "Početkom rata, kao rezervni policajac, bio sam na kontrolnoj točci u Vrbanjcima, a potom sam raspoređen u teritorijalnu obranu i prebacili su me u magazin. Kad sam vidio što se u ratu radi i kako se na nesreći poštenih ljudi, bez obzira na to koje su vjere, bogate lopovi, odlučio sam sve napustiti i pobjeći u Njemačku. Tamo sam radio bez problema šest godina, a onda su me Nijemci uhapsili i pripremili mi klasični politički proces."[44]

## Vanjske poveznice
- Politički konsenzus za genocid